# Christopher J. Cassidy
Christopher John Cassidy, född 4 januari 1970 i Salem, Massachusetts, Massachusetts, är en amerikansk astronaut uttagen i astronautgrupp 19 den 6 maj 2004.

## Rymdfärder
- Endeavour - STS-127
- Sojuz TMA-08M, Expedition 35/36
- Sojuz MS-16, Expedition 62/63

## Familjeliv
Gift med Julie H. Byrd med vilken han har tre barn.

## Karriär
BSc i matematik vid US Naval Academy 1993.
MSc i oceanografi vid Massachusetts Institute of Technology 2000.